# Левантинцы

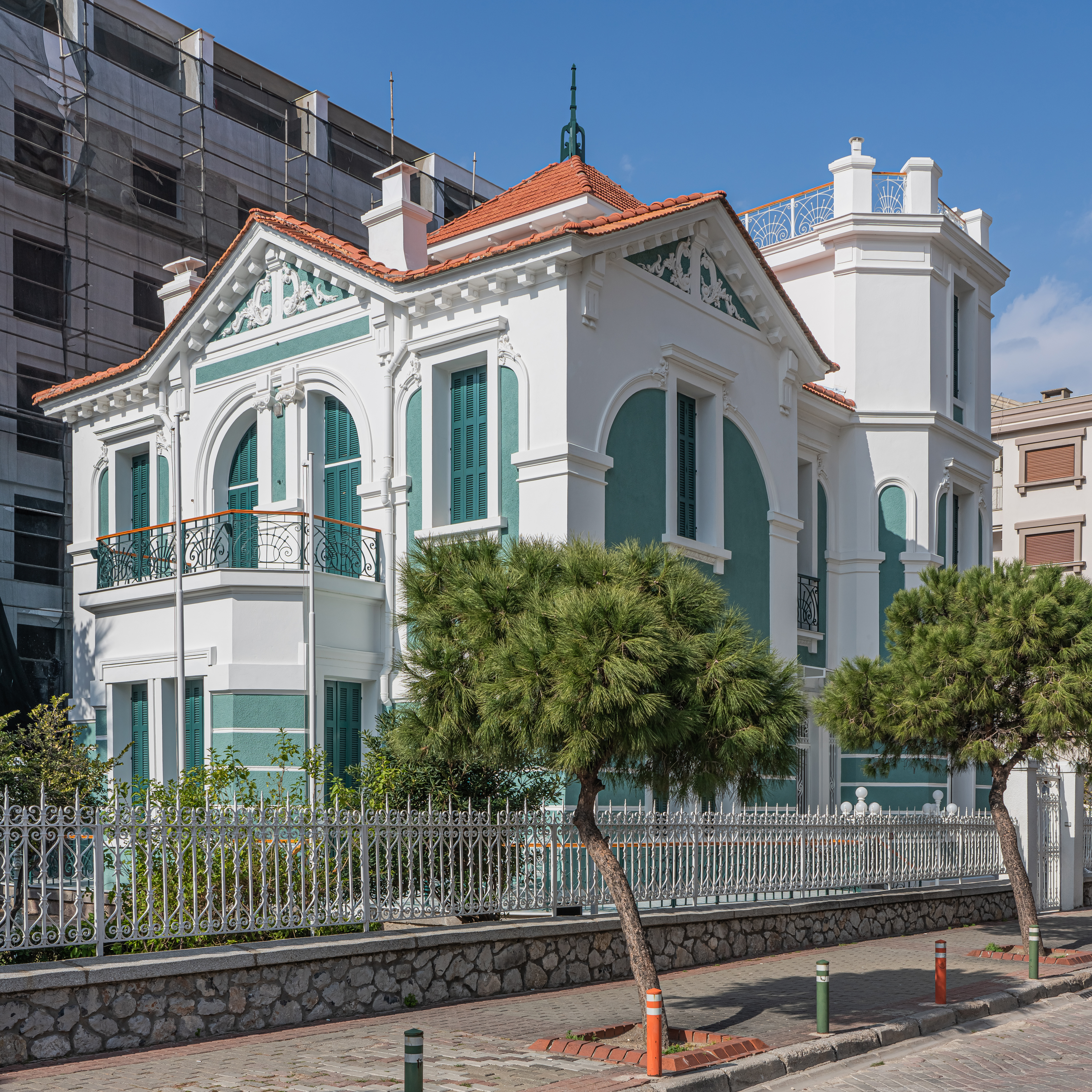
Левантийский особняк в Измире

Леванти́нцы (фр. Levantine; итал. Levantino; тур. Levanten), также леванти́йцы, латиняне, латины или франки — термин, применявшийся к католическому населению средневековых государств Ближнего Востока. К ним относились государства крестоносцев, Латинская империя, владения Венеции, поздняя Византия, позднее — Османская империя. В наши дни термин иногда используется для обозначения их потомков, проживающих в Турции и на Ближнем Востоке.

## История и происхождение
Левантинцы имеют южноевропейские, в основном итальянские и реже французские корни и происходят от купцов и колонистов, осевших на восточных берегах Средиземного моря в разные века, начиная с периода Крестовых походов. В XIX веке к ним прибавились диссиденты, ремесленники, инженеры и специалисты в области кораблестроения. Предки левантинцев переселялись по большей части из Генуи, Венеции, в меньшей степени — из Пизы, итальянских колоний Крыма и Приазовья и из других средиземноморских христианских территорий. В XVI веке турецкий султан предоставил итальянским купцам торговые привилегии, и в дальнейшем они составили особый социальный класс, которому была подконтрольна вся торговля между итальянскими городами и Востоком. К концу XIX века к этой группе стал применяться термин «левантинцы».
К левантинцам также относят общину сефардских евреев из Ливорно, говоривших на диалекте итальянского, прибывших в Турцию в XVIII веке и находившихся под протекцией французского консульства. В Константинополе для них была построена синагога Кал-де-лос-Франкос (Kal de los Frankos), получившая в народе название «итальянской».
Крупные поселения левантинцев находились в Константинополе (в квартале Галата), Смирне, Салониках, Александрии, на Кипре и островах в Эгейском море. В XIX веке в Константинополе проживало 7 тысяч, в Смирне — 6 тысяч левантинцев. В Алжире на момент его аннексии Францией в 1833 году проживало 1,1 тысяч людей итальянского происхождения. Левантинская община Османской империи долгое время сохраняла идентичность, католическое вероисповедание и разговорный итальянский язык, практически не мешаясь с местным населением. К началу XIX века французский язык получил в общине широкое распространение.
Объединение Италии, греко-турецкие войны и распад Османской империи привели к значительной эмиграции левантинцев, в основном на историческую родину — в Италию. К 1935 году в Турции оставалось около 15 тысяч левантинцев, однако и это число резко уменьшилось после Стамбульского погрома 1955 года. В Ливане на 2017 год проживает 5,8 тысяч жителей, говорящих на итальянском языке.
В период британского мандата в Палестине понятие «левантинец» (англ. levantine) приняло также негативную окраску и использовалось британцами в отношении людей, ставивших материальные выгоды выше морали и общечеловеческих ценностей. Эта характеристика проглядывается в образе левантинца Джоэла Кайро, персонажа романа Дэшила Хэммета «Мальтийский сокол» (1930).
В широком смысле термин «левантинцы» подразумевает жителей исторической области Левант.

## Известные левантинцы
- Вильгельм Тирский (1130—1193) — франкоязычный историк из Иерусалимского королевства.